# Glycobius
Glycobius is een kevergeslacht uit de familie van de boktorren (Cerambycidae). De wetenschappelijke naam van het geslacht werd voor het eerst geldig gepubliceerd in 1873 door LeConte.

## Soorten
Glycobius is monotypisch en omvat slechts de volgende soort:
- Glycobius speciosus (Say, 1824)